# 司马侃
司马侃（？—？），字道迁，河内郡温县（今河南省焦作市温县）人，出自三祖司马氏琅琊房，北周官员。

## 生平
司马侃年少时果断勇猛，还没成年就投身军旅。保定四年（564年），司马侃跟随少师杨摽东征，和北齐交战，杨摽被敌人活捉，司马侃奋力作战得以逃脱。天和二年（567年），司马侃出任右侍上士，加都督，进升大都督，跟随北周大军进攻晋州，以功出任使持节、车骑将军、仪同三司。父亲司马裔死后，司马侃继承了琅邪县公的爵位，又跟从平定并州和邺城，出任乐安郡太守。之后论及司马侃晋州的战功和平定北齐的功勋，加司马侃骠骑大将军、开府仪同三司，升任兖州刺史，没到任就去世了。朝廷赠予司马侃原本的官职，加豫州刺史，谥号惠，他的儿子司马运继承爵位。

## 家庭

### 父母
- 司马裔，北周使持节、大将军、开府仪同三司、西宁州刺史、琅邪定公
- 襄城公主，魏献文帝曾孙女，赵穆王的幼女

### 後代
- 子：司馬運，隋朝國賓、龍泉郡丞、琅邪公。
  - 孫：司馬玄祚，隋朝國賓、琅邪公，唐朝中書舍人、琅邪縣開國男。
    - 曾孫：司馬邵（625年－679年），字希奭，雍州明堂縣令，贈懷州長史。夫人隴西李氏。[5]
      - 玄孫：司馬鍠，中書侍郎，贈衛尉卿，謚穆。夫人范陽郡君范陽盧氏。[6]
        - 五世孫：司馬蒼，扶風郡司馬。
        - 五世孫：司馬垂（698年－756年），字工卿，魏郡太守、河內縣開國男。
          - 六世孫：司馬袞[7]

        - 五世孫：司馬益，河南府功曹。
        - 五世孫：司馬望（705年－761年），字□卿，燕朝議郎、行大理寺丞。
          - 六世孫：司馬宣
          - 六世孫：司馬審[8]

      - 玄孫：司馬銓（665年－731年），字元衡，薛王傅、上柱國。夫人范陽郡君范陽盧氏。
        - 五世孫：司馬絳
        - 五世孫：司馬寬
        - 五世孫：司馬繇
        - 五世孫：司馬寧[9]

      - 玄孫：司馬鐵

    - 曾孫：司馬希象
      - 玄孫：司馬爵，郎中。[10]